# Berg (Lucembursko)
Berg (lucembursky: Bierg) je vesnice v obci Betzdorf ve východním Lucembursku. V roce 2001 měla 88 obyvatel. Je správním centrem obce Betzdorf.
Starostou je Jean-François Wirtz.

## Turistické cíle
- Zámek Berg – radnice, které se lidově říká zámek, i když je to spíše velký historický dům s věží.